# 南山河 (响水河)
南山河位于中国云南省文山壮族苗族自治州马关县中部，是响水河右岸支流，发源于木厂镇堡堡寨村委会新发寨大梁子，东北流至大栗树乡板桥村委会上寨转东流，至马白镇花枝格村委会桐子园以东汇入响水河。河长32公里，流域面积234平方公里。